# For You: A Tribute to Bruce Springsteen
For You - A Tribute to Bruce Springsteen è un album tributo al cantautore statunitense Bruce Springsteen pubblicato nel 1995 da Sony Music, prodotto da Ernesto De Pascale e Ermanno Labianca, a cui hanno partecipato artisti italiani che hanno reinterpretato brani del Boss. Nel 2010 Ermanno Labianca pubblica per la sua Route 61 una seconda compilation For You 2: A Tribute to Bruce Springsteen, ancora soltanto con artisti italiani. 

## Tracce
1. Cover Me - Bestaff 4:37
2. Tougher Than the Rest - Luca Barbarossa & Alexi Lalas - 4:31
3. Your Love - Io vorrei la pelle nera - 3:28
4. I'm on Fire - Rossana Casale - 4:59
5. Savin' Up - Johnny La Rosa - 3:48
6. Tenth Avenue Freeze-Out - Joe Slomp - 4:01
7. If I Should Fall Behind - Alexi Lalas - 4:13
8. Highway Patrol Man - Lost Weekend - 5:51
9. Un passo via da te (One step up) - Marco Conidi con The Rocking Chairs - 4:03
10. Reason to Believe - More Trouble Band - 3:26
11. Nebraska - Chicken Mambo - 4:02
12. Kitty's Back - Strange Fruit - 4:23
13. The Fever - Ernesto De Pascale & Roberto Terzani - 3:36
14. The Angel - The Blue Bonnets - 4:25
15. La fabbrica (Factory) - Circo Fantasma - 2:45
16. Wreck On the Highway - Flor de Mal - 4:56
17. No Surrender - Patrizio Sepe & The Chain Gang - 5:15